# Ricardo Estarriol

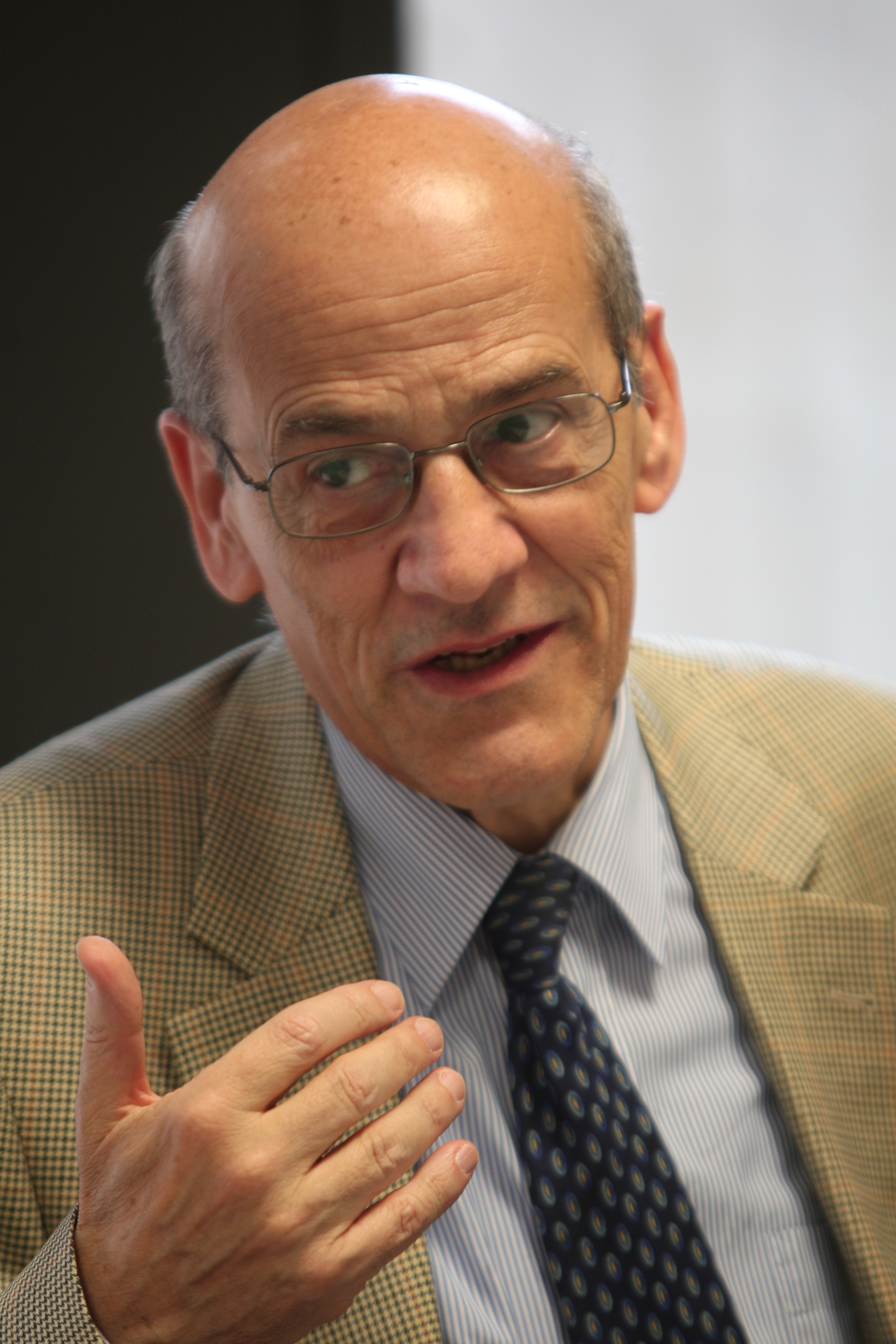
Ricardo Estarriol

Ricardo Estarriol Saseras (* 27. Februar 1937 in Girona, Katalonien; † 15. Mai 2021 in Wien) war ein spanischer Auslandsjournalist und Osteuropaspezialist und galt als Doyen der österreichischen Auslandsjournalisten.

## Leben
Der Katalane, aus dessen Familie auch der spanische Politiker und Erfinder Narciso Monturiol Estarriol (1819–1885) stammte, schloss sich als Student dem Opus Dei an. Er studierte Rechtswissenschaften und Publizistik, wurde Journalist. Als 21-Jähriger wurde er vom Gründer des Opus Dei, Josefmaria Escrivá gebeten, am Aufbau der seelsorglichen Arbeit der Vereinigung in Österreich mitzuwirken. 1958 war Estarriol einer der ersten Mitglieder des Opus Dei, die in Wien ihr Wirken aufnahmen. Im ersten Opus Dei-Zentrum in Wien baute er vor allem die Bildungsarbeit für Studenten auf.
Zunächst war er als Korrespondent für die Agentur Europa Press aus Madrid tätig und wechselte 1964 als Korrespondent zur Tageszeitung La Vanguardia (Barcelona), für die er bis 2002 arbeitete. Er war einer der ersten westlichen Journalisten, die im einstigen Ostblock akkreditiert waren mit Wohnsitzen in Warschau und Moskau und berichtete für La Vanguardia und andere Medien direkt über alle wichtigen Entwicklungen und Ereignisse vom Prager Frühling 1968 bis zum Zusammenbruch des Ostblocks.
"Estarriol beherrschte Informationen, weil er es verstand, sich in die Lage anderer Menschen zu versetzen.Dank seines Einfühlungsvermögens gelang es ihm, die Hilfe eines Kollegen der sowjetischen Agentur Novosti und die Freundschaft eines polnischen kommunistischen Arbeiters zu gewinnen, die beide an den Antipoden seiner Ideologie und Spiritualität standen...Seine Informationen erregten die Aufmerksamkeit der westlichen und kommunistischen diplomatischen Dienste, die ihm mehrere Angebote zur Weitergabe von Informationen machten. Er lehnte mit einem unanfechtbaren Argument ab: Alles, was er wusste, veröffentlichte er in La Vanguardia." so Xavier Mas de Xaxàs von La Vanguardia in seinem Nachruf auf Estarriol.
Durch seine persönliche Freundschaft mit Vatikansprecher Joaquin Navarro-Valls, ebenfalls Numerarier des Opus Dei, war Ricardo Estarriol im Pontifikat Johannes Pauls II. zugleich eine verlässliche Quelle für österreichische Journalisten zu weltkirchlichen und vatikanischen Themen. Auch während des Jugoslawienkrieges berichtete Estarriol direkt aus dem Kriegsgebiet. Als Journalist und Beobachter veröffentlichte Estarriol bis kurz vor seinem Tod kritische Analysen der europäischen Entwicklung vor und nach der Wende.
Seine letzte Ruhestätte befindet sich am Nußdorfer Friedhof, 1190 Wien (Wandgruft Nr. 67).

## Auszeichnungen
- Silbernes Ehrenzeichen für Verdienste um die Republik Österreich, 1986[5]